# No No Girls
『No No Girls』（ノーノーガールズ）は、BMSG傘下の新興芸能事務所 B-RAVE主催によるガールズグループオーディション番組である。通称はノノガ。合格者7人は『HANA（ハナ）』としてデビュー。
プロデューサーはちゃんみな。エグゼクティブプロデューサーはBMSG社CEOのSKY-HI。

## 概要
「身長、体重、年齢はいりません。ただ、あなたの声と人生を見せてください。」の応募メッセージのもと国内のみならず韓国やアメリカをはじめとした世界各国から7000通を超える応募が集まった。SKY-HI自身もBMSGが男性のみを募集していることが、会社として前時代的でジェンダーギャップの促進につながりかねないと自責の念を感じていた。そのため、公私ともに仲が良く、信念、アートに対する考え方や問題意識などに共通点が多いと感じていたちゃんみなをプロデューサーに迎えてガールズグループを結成させることで、前述の問題点の解決を図るという狙いのもと、本オーディションの実施に至った。
プロデューサーであるちゃんみなは、見た目や声に対して「No」をつきつけられ、ガールズグループを志すもデビューすることが叶わなかった過去があり、見た目・体型・声・年齢等に「No」をつきつけられたり、自分自身を否定してきた参加者たちをちゃんみなの指導、審査、そしてBMSGが掲げる”才能を殺さないために”のもと、世界で活躍できるガールズグループへと導いていく。
審査基準には3つの「No」を挙げている。「No FAKE（本物であれ）」「No LAZE（誰よりも一生懸命であれ）」「No HATE（自分に中指を立てるな）」

## 略歴

### 2023年
- 11月4日 - 神奈川・横浜アリーナで開催された日本テレビ主催のライブイベント『バズリズム LIVE 2023』にて、ちゃんみなのステージにSKY-HIがサプライズで出演し、ガールズグループ（以下：ガルグル）オーディションの開催および、ガルグルを所属させるための芸能プロダクションをBMSG傘下に新たに設立することを発表。同日に募集開始[6]。

### 2024年
- 1月31日 - 『No No Girls -BMSG × CHANMINA Girls Group Audition Project 2024- 』の募集を終了。
- 9月13日 - オーディション番組の配信日・放送日が決定[7]。
- 10月2日 - 緊急特番「No No Girlsのすべて」の日本テレビ・長崎国際テレビにて放送。放送内で最終審査「No No Girls THE FINAL」を2025年1月11日にKアリーナ横浜で開催することを発表[8]。一般チケットが3分で完売し、総申し込み数が約5万人とドーム規模に達した[9]。
- 10月4日 - YouTubeにて第1話が公開、2次審査通過者および、No No Girls候補生の30名のプロフィールを公開。
- 10月6日 - Huluにて第1話の完全版が公開。
- 10月9日 - ちゃんみなと交友のあるタレント・ぺえとYouTubeクリエイター・NICO（平成フラミンゴ）をスペシャルサポーターに迎えた公式応援番組「No No Girls Night」が日本テレビ・長崎国際テレビにて放送スタート。
- 10月25日 - YouTubeにて第4話が公開。3次審査にて20名が通過、候補生の9名が脱落。MAHINAが3.5次審査を通過し4次審査へ。
- 11月18日 - クリエイティブ審査で披露された7曲を収録したEP「“No No Girls” 4th Round EP」をリリース。[10]
- 11月22日 - YouTubeにて第8話が公開。4次審査にて14名が通過、候補生の7名が落選。
- 12月20日 - YouTubeにて第12話が公開。5次審査にて10名が通過、候補生の4名が落選。

### 2025年
- 1月11日 - 最終審査「No No Girls THE FINAL」がKアリーナ横浜で開催され、グループ名『HANA（ハナ）』及びHANAのデビューメンバー7名を発表[11][12][13]。
- 1月12日 - 「No No Girls THE FINAL」をYouTubeにて1回限りの配信実施。同時接続数は56万人越えを記録[9]、Xでは「#ノノガファイナル」がトレンド1位を獲得した[14]。
- 1月17日 - YouTubeにて第15話が公開。最終審査の模様を公開した。YouTube急上昇ランクは1位を記録している[14]。
- 1月24日 - YouTubeにて最終話となる第16話が公開[15][16]。「No No Girls THE FINAL」の舞台裏を放送した。
- 2月23日 - Huluにて特別番組「No No Girls THE MEMORY」を配信[17]。HANAのメンバーがロングインタビューで軌跡を語った。

## 候補生
| 候補生30名（2次審査通過者） | 候補生30名（2次審査通過者） | 候補生30名（2次審査通過者） | 候補生30名（2次審査通過者） | 候補生30名（2次審査通過者）                           |
| 名前                        | 生年月日                    | 出身地                      | 最終結果                    | 備考                                                  |
| --------------------------- | --------------------------- | --------------------------- | --------------------------- | ----------------------------------------------------- |
| AIKA MBINGILA               | 2003年9月29日（21歳）       | 大阪府                      | 3次審査脱落                 |                                                       |
| AIKO                        | 2005年9月9日（19歳）        | 神奈川県                    | 4次審査脱落                 |                                                       |
| AKARI                       | 2007年12月30日（17歳）      | 東京都                      | 3次審査脱落                 |                                                       |
| ASHA                        | 2004年1月25日（21歳）       | 福岡県                      | 4次審査脱落                 | XGALX元練習生                                         |
| AMI                         | 2005年12月5日（19歳）       | 大阪府                      | 4次審査脱落                 |                                                       |
| AYAMI                       | 2002年2月13日（23歳）       | 北海道                      | 3次審査脱落                 |                                                       |
| KAI                         | 2008年2月15日（17歳）       | 兵庫県                      | 3次審査脱落                 |                                                       |
| KAEDE                       | 2003年9月20日（21歳）       | 東京都                      | 4次審査脱落                 |                                                       |
| KOKO                        | 2005年7月25日（19歳）       | 群馬県                      | ファイナリスト              | iCON Z参加メンバー（瀬下ここ名義）                    |
| KOKOA                       | 2008年1月28日（17歳）       | 静岡県                      | 5次審査脱落                 |                                                       |
| KOKONA                      | 2007年1月10日（18歳）       | 東京都                      | ファイナリスト              | PRODUCE 101 JAPAN THE GIRLS元練習生（中野心結名義）   |
| KOHARU                      | 2005年10月9日（19歳）       | 埼玉県                      | 最終審査合格                |                                                       |
| SAYAKA                      | 2002年7月10日（22歳）       | 千葉県                      | 5次審査脱落                 | PRODUCE 101 JAPAN THE GIRLS元練習生（古橋沙也佳名義） |
| SARA                        | 2005年1月24日（20歳）       | 神奈川県                    | 4次審査脱落                 |                                                       |
| JISOO                       | 2000年9月8日（24歳）        | 韓国・インチョン            | 最終審査合格                |                                                       |
| JEWEL                       | 2007年11月2日（17歳）       | 奈良県                      | 5次審査脱落                 |                                                       |
| STELLA                      | 2001年7月4日（24歳）        | 東京都                      | 4次審査脱落                 | IDOL3.0 PROJECT参加メンバー（スーピー名義）           |
| CHIKA                       | 2004年8月31日（20歳）       | 福岡県                      | 最終審査合格                | M∞NSTER AUDITION元候補生（他力千佳名義）              |
| NAOKO                       | 2005年8月23日（19歳）       | 大阪府                      | 最終審査合格                |                                                       |
| HIBIKI                      | 2007年1月28日（18歳）       | 岐阜県                      | 4次審査脱落                 |                                                       |
| FUKA                        | 2006年8月2日（18歳）        | 神奈川県                    | 3次審査脱落                 |                                                       |
| FUMINO                      | 2006年8月22日（18歳）       | 東京都                      | ファイナリスト              |                                                       |
| MAHINA                      | 2009年3月25日（16歳）       | 東京都                      | 最終審査合格                |                                                       |
| MOMO                        | 2008年5月12日（17歳）       | 神奈川県                    | 5次審査脱落                 |                                                       |
| MOMOKA                      | 2004年4月27日（21歳）       | 東京都                      | 最終審査合格                | PRODUCE 101 JAPAN THE GIRLS元練習生（髙畠百加名義）   |
| YUKINO                      | 2003年12月31日（21歳）      | 富山県                      | 3次審査脱落                 |                                                       |
| YUJU                        | 2004年2月7日（21歳）        | 富山県                      | 3次審査脱落                 |                                                       |
| YURI                        | 2006年8月24日（18歳）       | 東京都                      | 最終審査合格                |                                                       |
| RINGO                       | 2006年9月5日（18歳）        | 愛知県                      | 3次審査脱落                 |                                                       |
| REI                         | 2008年8月1日（16歳）        | タイ・バンコク              | 3次審査脱落                 |                                                       |

## 審査・課題での使用楽曲

### 番組テーマソング
- NG / ちゃんみな

### 2次審査
| 名前   | 歌唱楽曲                          | ダンス楽曲                                |
| ------ | --------------------------------- | ----------------------------------------- |
| AIKA   | ハレンチ / ちゃんみな             | Picky / ちゃんみな                        |
| AIKO   | ハレンチ / ちゃんみな             | B級(B-List) / ちゃんみな                  |
| AKARI  | First Love / 宇多田ヒカル         | ^_^ / ちゃんみな                          |
| AMI    | ハレンチ / ちゃんみな             | SORRY I'M GENIUS / Novel Core             |
| ASHA   | ピリオド / ちゃんみな             | My Own Lane / ちゃんみな                  |
| AYAMI  | 美人 / ちゃんみな                 | Don't go (feat.ASH ISLAND) / CHANMINA     |
| CHIKA  | ダリア / ちゃんみな               | B級(B-List) / ちゃんみな                  |
| FUKA   | ダリア / ちゃんみな               | B級(B-List) / ちゃんみな                  |
| FUMINO | First Love / 宇多田ヒカル         | ^_^ / ちゃんみな                          |
| HIBIKI | カタオモイ / Aimer                | ^_^ / ちゃんみな                          |
| JEWEL  | ^_^ / ちゃんみな                  | 何様 feat.ぼくのりりっくぼうよみ / SKY-HI |
| JISOO  | 丸の内サディスティック / 椎名林檎 | ^_^ / ちゃんみな                          |
| KAEDE  | naked now / ちゃんみな            | B級(B-List) / ちゃんみな                  |
| KAI    | B級(B-List) / ちゃんみな          | B級(B-List) / ちゃんみな                  |
| KOHARU | First Love / 宇多田ヒカル         | 美人 / ちゃんみな                         |
| KOKO   | ダリア / ちゃんみな               | Picky / ちゃんみな                        |
| KOKOA  | ダリア / ちゃんみな               | I cannot go back to you / ちゃんみな      |
| KOKONA | ^_^ / ちゃんみな                  | SORRY I'M GENIUS / Novel Core             |
| MAHINA | カタオモイ / Aimer                | B級(B-List) / ちゃんみな                  |
| MOMO   | 丸の内サディスティック / 椎名林檎 | 美人 / ちゃんみな                         |
| MOMOKA | ハレンチ / ちゃんみな             | Don't go (feat.ASH ISLAND) / CHANMINA     |
| NAOKO  | ^_^ / ちゃんみな                  | Picky / ちゃんみな                        |
| REI    | ダリア / ちゃんみな               | SORRY I'M GENIUS / Novel Core             |
| RINGO  | カタオモイ / Aimer                | 何様 feat.ぼくのりりっくぼうよみ / SKY-HI |
| SARA   | ドライフラワー / 優里             | ^_^ / ちゃんみな                          |
| SAYAKA | First Love / 宇多田ヒカル         | 美人 / ちゃんみな                         |
| STELLA | ドライフラワー / 優里             | Picky / ちゃんみな                        |
| YUJU   | ダリア / ちゃんみな               | ^_^ / ちゃんみな                          |
| YUKINO | First Love / 宇多田ヒカル         | Miso soup / ちゃんみな                    |
| YURI   | ドライフラワー / 優里             | B級(B-List) / ちゃんみな                  |

### 3次審査
- キューティーハニー / 倖田來未 (KAI, KAEDE, HIBIKI, YUJU, YURI)
- BLACK DIAMOND / DOUBLE&安室奈美恵 (KOKO, KOKONA, JISOO, CHIKA. FUKA)
- Heaven's Drive feat.vividboooy / (sic)boy, KM (AIKA, AKARI, ASHA, NAOKO, MOMOKA)
- 本能 / 椎名林檎 (KOKOA KOHARU, SAYAKA, MAHINA, REI)
- 君が好き / 清水翔太 (AYAMI, FUMINO, MOMO, YUKINO, RINGO)
- プレイバックPart2 / 山口百恵 (AIKO, AMI, SARA, JEWEL, STELLA)

#### 3.5次審査
MAHINAのための特別審査が行われた。
- UCHIRA / Rei©hi

| 名前   | 歌唱楽曲           | アーティスト名                      |
| ------ | ------------------ | ----------------------------------- |
| AIKO   | 恋風邪に乗せて     | Vaundy                              |
| AMI    | 花束を君に         | 宇多田ヒカル                        |
| ASHA   | piece of cake      | ralph                               |
| CHIKA  | Dreamin'           | JASMINE                             |
| FUMINO | 明日への手紙       | 手嶌葵                              |
| HIBIKI | 花火               | aiko                                |
| JEWEL  | inside you         | milet                               |
| JISOO  | 踊り子             | Vaundy                              |
| KAEDE  | Do what u gotta do | Zeebra feat.AI, 安室奈美恵, Mummy-D |
| KOHARU | カブトムシ         | aiko                                |
| KOKO   | Wasted Nights      | ONE OK ROCK                         |
| KOKOA  | Missing            | Che'nelle                           |
| KOKONA | 異端なスター       | Official髭団dism                    |
| MOMO   | 罪と罰             | 椎名林檎                            |
| MOMOKA | Wonderland         | iri                                 |
| NAOKO  | Never Let Go       | 宇多田ヒカル                        |
| SARA   | VALENTI            | BoA                                 |
| SAYAKA | Time               | 宇多田ヒカル                        |
| Stella | Story              | AI                                  |
| YURI   | 最後の雨           | 中西保志                            |
| MAHINA | UCHIRA             | Rei©︎hi                              |

### 4次審査
クリエイティブ審査のため、参加者自らメロディー・歌詞の制作を行った。
- Mosquitone (KOKO, KOKONA, SARA)
- Princess (AIKO, HIBIKI, JEWEL)
- 不撓 (KAEDE, KOHARU, MOMO)
- GET OUT (ASHA, CHIKA, MAHINA)
- 1,2,3 (JISOO, MOMOKA, STELLA)
- B (FUMINO, NAOKO, SAYAKA)
- You are the One (AMI, KOKOA, YURI)

### 5次審査

#### 課題曲
- Tiger

4次審査の「Pops」の課題曲だったトラックからちゃんみなが楽曲を制作し、振付もプロが行った。

#### クリエイティブ曲
- NG / ちゃんみな

クリエイティブ曲として使用し、参加者がオリジナルの歌詞を制作した。

### 最終審査

#### チーム審査
- 「Drop」

4次審査で使用したHIPHOPベースのビートを流用。ちゃんみな楽曲提供の課題曲。チーム審査に使用。

#### ソロ審査
1人1人の力を発揮するソロ審査ではそれぞれちゃんみなの楽曲から選曲しパフォーマンスを行う。
| 名前   | 歌唱楽曲       |
| ------ | -------------- |
| CHIKA  | 美人           |
| FUMINO | In The Flames  |
| JISOO  | I'm Not OK     |
| KOHARU | ディスタンス   |
| KOKO   | ダリア         |
| KOKONA | TO HATERS      |
| MAHINA | 花火           |
| MOMOKA | PAIN IS BEAUTY |
| NAOKO  | ^_^            |
| YURI   | ハレンチ       |

## 放送・配信日程
YouTubeで本編が毎週金曜20:00に配信。（約30~50分）
Huluにて本編には含まれない未公開シーンも含めた完全版が毎週日曜12:00に配信（約60~90分）
| 回 | YouTube配信日  | YouTubeタイトル                      | Hulu配信日     | Huluタイトル                                                          |
| -- | -------------- | ------------------------------------ | -------------- | --------------------------------------------------------------------- |
| 1  | 2024年10月4日  | Prologue - What's No No Girls-       | 2024年10月6日  | 前代未聞! ガールズグループオーディション始動                          |
| 2  | 2024年10月11日 | 3rd Round - to be real-              | 2024年10月13日 | 3次審査 試練の初合宿～本番パフォーマンス発表! ［前編 (A･B･Cチーム) ］ |
| 3  | 2024年10月18日 | 3rd Round -Beyond the tears-         | 2024年10月20日 | 3次審査 試練の初合宿～本番パフォーマンス発表! ［後編 (D･E･Fチーム) ］ |
| 4  | 2024年10月25日 | 3rd Round -No=Yes-                   | 2024年10月27日 | 候補者30人の運命は? 3次審査 結果発表!                                 |
| 5  | 2024年11月1日  | 4th Round -Face yourself-            | 2024年11月3日  | 4次審査合宿が始動! 難関…候補者たちがオリジナル曲を制作                |
| 6  | 2024年11月8日  | 4th Round -Dilemma-                  | 2024年11月10日 | 4次合宿! 3チーム密着“空中分解の危機”…魂のパフォーマンス披露           |
| 7  | 2024年11月15日 | 4th Round -Three as one-             | 2024年11月17日 | 密着! 4次合宿 悔しさ･劣等感“涙の3チーム”が本番パフォーマンスに挑む    |
| 8  | 2024年11月22日 | 4th Round -Yes Yes Girls-            | 2024年11月24日 | 5次審査へ進む候補者は? 4次審査 運命の結果発表!                        |
| 9  | 2024年11月29日 | 5th Round -Lose confidence-          | 2024年12月1日  | 5次審査合宿! プロへの道“本格試練”に揺らぐ自信 ［Aチーム密着］         |
| 10 | 2024年12月6日  | 5th Round -order of hearts-          | 2024年12月8日  | 5次審査合宿! 完璧さを求め涙…プロへの覚悟を問う ［Bチーム密着］        |
| 11 | 2024年12月13日 | 5th Round -I am a tiger-             | 2024年12月15日 | 全パフォーマンス公開! “擬似プロ”5次審査本番〜Aチーム通過者発表        |
| 12 | 2024年12月20日 | 5th Round -Reunion-                  | 2024年12月22日 | 最終審査が始動! “覚悟を問う”サプライズ演出を発表                      |
| 13 | 2025年1月3日   | Final Round -alone-                  | 2025年1月5日   | デビューへの扉を開けろ! ソロ曲で魅了する候補者たちの世界観            |
| 14 | 2025年1月10日  | Final Round -Letters to No No Girls- | 2025年1月12日  | レッスン完結! 涙の10人が誓う最終審査“最高のステージ”へ                |
| 15 | 2025年1月17日  | Final Round -No No Girls THE FINAL-  | 2025年1月19日  | 誕生! 新ガールズグループ 10人が魅せる“人生を変える”パフォーマンス     |
| 16 | 2025年1月24日  | Final Round -We are No No Girls-     | 2025年1月26日  | 舞台裏を大公開! 最終審査「THE FINAL」〜30人の集大成〜                 |

## 関連番組
- 「No No Girls Night」（2024年10月2日-2025年1月29日、毎週水曜24:59-25:29、日本テレビ放送網・長崎国際テレビ） - ぺえ、NICO（平成フラミンゴ）がスペシャルサポーターとして出演。